# ミリアム・マケバ

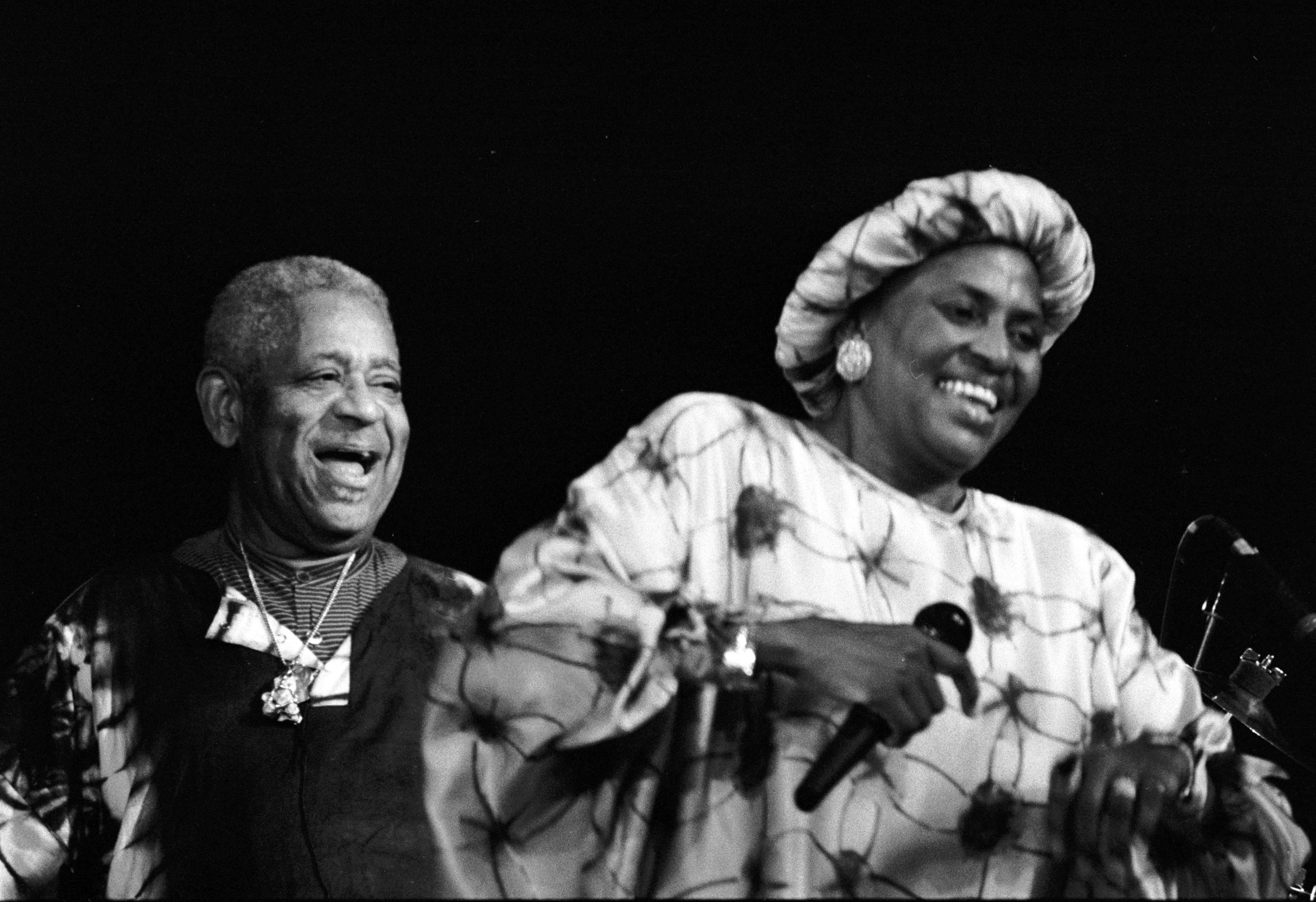
ディジー・ガレスピー（左）とのコンサート（1991年）

ミリアム・マケバ（Miriam Makeba、1932年3月4日 - 2008年11月10日）は、南アフリカ共和国の歌手でグラミー賞受賞者。「ママ・アフリカ」の名前でも知られている。

## 来歴
ザンジール・ミリアム・マケバは、1932年3月4日、ヨハネスブルグに生まれた。 母親はスワジ族のサンゴマ（伝統的な神霊治療家/漢方治療者）であった。父親はコーサ族の出身で、ミリアムが6歳の時に亡くなっている。ミリアムが生後18日の時、母親はアンコンボチ（umqombothi）と言われるビールのような地酒販売で逮捕され、懲役6か月の刑に処される。ミリアムは生後6か月を母親とともに刑務所で過ごすこととなった。その後、キルメルトン訓練学校の合唱部にて8年間の小学校時代を過ごす。
18歳の時、ミリアム・マケバは一人娘、アンジェリカ・ボンギ・マケバを出産する。父親はミリアムの最初の夫であったジェームズ・クバイである。マケバはその後、乳がんと診断され、短期間の結婚生活の後、ジェームズはマケバのもとを去っていった。
マケバのプロとしての活動は1950年代、南アフリカのジャズ・グループ、マンハッタン・ブラザーズのメインボーカルとなり、ポスターに彼女の顔が初めて載ることから始まる。その後、彼女はマンハッタン・ブラザーズを脱退し、自身が率いるすべてのメンバーが女性によるグループ、ザ・スカイラークスとしてレコーディングを行い、ジャズと伝統的な南アフリカ音楽の旋律の融合された音楽を歌った。1959年にザ・スカイラークス名義でリリースしたシングル「Pata Pata」 は、南アフリカのすべてのラジオ局で紹介され、彼女の名は南アフリカ中に知られることとなった。
1959年、出演したジャズ・ミュージカル『キング・コング』が成功を収める。1964年から1966年までヒュー・マセケラと結婚していた。
1967年に反アパルトヘイト活動で、国外追放される。同年、アメリカで再レコーディングした「Pata Pata」が全米12位を記録。
1969年にギニアのセク・トゥーレ大統領に招かれ、3度目の夫であり黒人運動活動家のストークリー・カーマイケルとともにギニアに移る。大統領の支援を受け、カンテット・ギネエンヌとともに演奏活動を行った。

## ディスコグラフィ

### スタジオ・アルバム
- Miriam Makeba (1960年、RCA)
- The Many Voices of Miriam Makeba (1960年、Kapp)
- The World of Miriam Makeba (1963年、RCA)
- Makeba (1964年、RCA)
- Makeba Sings (1965年、RCA)
- 『アフリカの歌』 - An Evening with Belafonte/Makeba (1965年、RCA) ※with ハリー・ベラフォンテ
- The Magic of Makeba (1965年、RCA)
- The Magnificient Miriam Makeba (1966年、Mercury)
- All About Miriam (1966年、Mercury)
- 『パタ・パタ』 - Pata Pata (1967年、Reprise)
- Makeba! (1968年、Reprise)
- Keep Me in Mind (1970年、Reprise)
- A Promise (1974年、RCA)
- Miriam Makeba & Bongi (1975年、Sonodisc)
- Country Girl (1978年、Sonodisc)
- Comme Une Symphonie d'Amour (1979年)
- Sangoma (1988年、Warner Bros.)
- 『パタ・パタ』 - Welela (1989年、Gallo)
- 『アイズ・オン・トゥモロー』 - Eyes on Tomorrow (1991年、Gallo)
- Sing Me A Song (1993年)
- 『ホームランド』 - Homeland (2000年、Putumayo)
- Reflecting (2004年、Gallo Music)
- Forever (2006年、Gallo Music)

### ライブ・アルバム
- Miriam Makeba in Concert! (1967年、Reprise)
- 『ミリアム・マケバ・イン東京』 - Live in Tokyo (1968年、Reprise)
- Live in Conakry: Appel a l'Afrique (1974年、Sonodisc)
- Enregistrement public au Theatre des Champs-Elysées (1977年)
- Live at Berns Salonger, Stockholm, Sweden, 1966 (2003年、Gallo Music)

### コンピレーション・アルバム
- 『マシュケナダ/ミリアム・マケバの魅力』 - All About Miriam Makeba (1968年)
- 『ゴールデン・ミリアム・マケバ』 - Golden (197?年)
- The Queen of African Music - 17 Great Songs (1987年)
- Africa 1960-65 recordings (1991年)
- Eyes on Tomorrow (1991年)
- 『ミリアム・マケバ&ザ・スカイラークス・ベスト』 - Miriam Makeba & The Skylarks Best (1993年)
- The Best of Miriam Makeba & The Skylarks: 1956 - 1959 recordings (1998年)
- Mama Africa: The Very Best of Miriam Makeba (2000年)
- The Guinea Years (2001年)
- The Definitive Collection (2002年、Wrasse)
- The Best of The Early Years (2003年)
- 『1955-1962』 - The Indispensable 1955-1962 (2015年)